# 螯埃齿螯蛛
螯埃齿螯蛛（学名：Enoplognatha oelandica）为球蛛科齿螯蛛属的动物。分布于俄罗斯、欧洲以及中国大陆的新疆等地，主要生活于青稞田杂草丛中或林间树叶内以及也见于石下。该物种的模式产地在欧洲。